# 五山
五山（ござん）とは
1. 天竺五精舎 - 釈迦存命中の五つの精舎のこと
2. 五山制度（ござんせいど）とは、中国・日本における仏教寺格の一つ。日本においては、主に臨済宗の制度であった。上位より、五山・十刹・諸山・林下に区分された。
3. 日本画五山（にほんがござん）とは、東山魁夷、杉山寧、加山又造、髙山辰雄、平山郁夫の5人の日本画家の総称。

以下、2.について記す。

## 仏教において
もとは南宋の寧宗がインドの5精舎10塔所（天竺五精舎）の故事に倣って、径山・霊隠・天童・浄慈・育王の5寺を「五山」として保護を与えたのが由来と言われている。
鎌倉時代後期には日本にも禅宗の普及に伴って広まるようになり、正安元年（1299年）には鎌倉幕府執権北条貞時が浄智寺を「五山」とするように命じたのが日本における最古と伝わる。

## 中国の五山
南宋時代に、政府が特別の保護を与え管理するために設けられた、禅宗寺院で最高の寺格を示す5つの官寺。政府が住持を任命し、官寺の最上位として、十刹の上位に位置する。
官僚社会と接近した禅林は、一般社会の官僚機構を禅林運営に導入して官寺制度を確立するため、大慧宗杲に帰依した南宋の政治家史弥遠が寧宗皇帝に奏上して設けられた。南宋の行在所のあった臨安を中心に五寺を選定し、勅によって輪番で高僧を住持とした。
五山の選定は、仏陀が長く留まったインドの五精舎(天竺五精舎、天竺五山)、および十塔所に倣うともいうが、臨安を中心とする漢族文明の強化を望んで、人の五体や五臓をモデルとする風水思想の成果であるとの考え方もある
1. 径山興聖万寿寺[2]　ー　浙江省杭州市余杭区　径山鎮
2. 北山景徳霊隠寺[2]　　ー　浙江省杭州市西湖区　太白山麓
3. 太白山天童景徳寺[2]　ー　浙江省寧波市鄞州区
4. 南山浄慈報恩光孝寺[2]　ー　浙江省杭州市西湖区　西湖湖畔　南屏山
5. 阿育王山広利寺[2]　　ー　浙江省寧波市鄞州区　太白山麓

## 京都五山と鎌倉五山

### 鎌倉時代
鎌倉幕府の五山制度については詳細は明らかではないものの、鎌倉の建長寺・円覚寺・寿福寺及び京都の建仁寺の4ヶ寺が「五山」に含まれていたと考えられている。同様に後醍醐天皇の建武の新政においても「五山」が制定され、南禅寺と大徳寺の両寺が五山の筆頭とされ、東福寺と建仁寺が含まれていた。

### 室町時代
| 五山            | 五山   | 五山   |
| --------------- | ------ | ------ |
| 別格上位 南禅寺 |        |        |
|                 | 京都   | 鎌倉   |
| 第一位          | 天龍寺 | 建長寺 |
| 第二位          | 相国寺 | 円覚寺 |
| 第三位          | 建仁寺 | 寿福寺 |
| 第四位          | 東福寺 | 浄智寺 |
| 第五位          | 万寿寺 | 浄妙寺 |

その後、室町幕府を開いた足利尊氏は、天竜寺を建立したが、天竜寺を五山に加えることを望んだ。これに対して北朝は暦応4年（1341年）に院宣を出して尊氏に五山の決定を一任した。これに応えて同年に尊氏は第一位に南禅寺（京都）・建長寺（鎌倉）、第二位に天竜寺（京都）・円覚寺（鎌倉）、第三位に寿福寺（鎌倉）・第四位に建仁寺（京都）・第五位に東福寺（京都）・准五山（次席）に浄智寺（鎌倉）を選定した。これ以後、五山の決定及びその住持の任免権は足利将軍個人に帰するという慣例が成立することになる。その後、延文3年（1358年）に2代将軍足利義詮がこれを改訂して浄智寺を第五位に昇格させるとともに同じく第五位に鎌倉から浄妙寺、京都からは万寿寺を加えて計4寺として京都と鎌倉からそれぞれ5寺ずつが五山に選ばれた。その後、3代将軍足利義満の時代に管領細川頼之の要望を聞き入れて臨川寺を五山に加える（永和3年（1377年）- 康暦元年（1379年））が、康暦の政変で頼之が失脚すると外された。ところが、義満が足利将軍家の菩提寺として相国寺を建立すると、至徳3年7月10日（1386年）に義堂周信・絶海中津らの意見を容れて五山制度の大改革を断行、南禅寺を「五山の上」として全ての禅林の最高位とする代わりに相国寺を「五山」に入れ、更に五山を京都五山と鎌倉五山に分割した。両五山はこの格式で固定し、現在に至っている。